# ATP Shenzhen Open 2017
ATP Shenzhen Open 2017 — тенісний турнір, що проходив на кортах з твердим покриттям у місті Шеньчжень, КНР з 25 вересня. Належав до категорії ATP World Tour 250.

## Фінальна частина

### Одиночний розряд
Давід Ґоффен —  Олександр Долгополов 6–4, 6–7(5–7), 6–3

### Парний розряд
Александер Пея /  Ражів Рам —  Нікола Мектич /  Ніколас Монро 6–3, 6–2